# Sandra (zangeres)
Sandra Ann Lauer (Saarbrücken, 18 mei 1962) beter bekend als Sandra is een Duitse zangeres. Ze verkreeg grote bekendheid in 1985 met haar lied (I'll never be) Maria Magdalena.

## Biografie
Al op jonge leeftijd was Sandra bezig met muziek en ongeveer vanaf haar twaalfde wist ze dat ze zangeres wilde worden. Ze won een talentenjacht voor kinderen met een vertolking van een nummer van Olivia Newton-John. Een producer ontdekte haar talent en in 1976 nam ze haar eerste single Andy Mein Freund op. Sandra volgde in die tijd gitaar- en klassiekballet-lessen.
In 1979 werd Sandra leadzangeres van de groep Arabesque. Deze groep was vooral populair in Japan. De groep bracht er 16 albums uit, waaruit 30 singles getrokken werden. Schaars gekleed in strakke T-shirts en kleine rokjes of in erotische kleding was Sandra de blikvanger van de groep. Later zei ze hierover: "Geen vrouw vindt het prettig om op een podium zulke kleding te dragen, maar het was onderdeel van de show. Tegenwoordig zou ik het nooit meer doen".
In 1985 ging Arabesque uit elkaar en begon Sandra met een solocarrière in Duitsland. De single Japan Ist Weit (de Duitstalige versie van de hit Big in Japan van Alphaville) werd echter geen succes. Haar vriend Michael Cretu, die al jarenlang studiomuzikant en ook incidenteel arrangeur was voor veel bekende Duitse artiesten (o.a. Goombay Dance Band en Boney M.), creëerde daarop een team van nieuwe mensen rondom Sandra. Haar artiestennaam werd veranderd in "Sandra" en een van de mensen van het nieuwe team, tekstschrijver Hubert Kemmler (Hubert K.), kwam met het idee de nieuwe single te vernoemen naar Maria Magdalena, een vrouw uit het Nieuwe Testament. De single werd een grote internationale hit en bereikte in 21 landen (waaronder Nederland, Egypte en enkele Zuid-Amerikaanse landen) de nummer 1-positie.
Op het Songfestival van Tokio werd ze in 1986 tweede met het nummer In The Heat Of The Night. Naast het zingen begon ze zich ook toe te leggen op acteren en presenteren. Ze trad op in de aflevering 'Salü Palü' van de krimi Tatort (1987) en in 1989 was ze het middelpunt van de Duitse televisieshow die Pyramide.
In 1988 trouwde ze met Michael Cretu. Tussen 1985 en 1992 scoorde ze met grote regelmaat hits in Duitsland. In 1988 had ze haar laatste grote hit in Nederland met een cover van Everlasting Love. Ze is echter nauw betrokken bij het project Enigma. Zo zong ze de vrouwelijke vocals op de nummer 1-hit Sadeness. In 1995 beviel ze van een tweeling. In 2002 bracht ze het album Wheel Of Time uit. Die plaat was meteen het laatste album onder de hoede van Cretu en bevatte 'Forever' en de cover 'Such a Shame'.
In 2004 liep het huwelijk van Lauer en Cretu op de klippen. Sandra bleef in Ibiza wonen en hertrouwde in 2010 met een Duitse zakenman.
In 2007 verscheen het album The Art of Love dat door Jens Gad werd geproduceerd. Te gast waren DJ Bobo en Torsten Stenzel. Daarna werd in maart 2009 het album Back to Life uitgebracht.

## Discografie

### Albums
| Album met eventuele hitnotering(en) in de Nederlandse Album Top 100 | Datum van verschijnen | Datum van binnenkomst | Hoogste positie | Aantal weken | Opmerkingen |
| ------------------------------------------------------------------- | --------------------- | --------------------- | --------------- | ------------ | ----------- |
| The Long Play                                                       | 1985                  |                       | 48              | 10           |             |
| Mirrors                                                             | 1986                  |                       | onb             |              |             |
| Ten On One The Singles                                              | 1987                  |                       | onb             |              | Compilatie  |
| Into A Secret Land                                                  | 1988                  |                       | onb             |              |             |
| Paintings In Yellow                                                 | 1990                  |                       | onb             |              |             |
| Close To Seven                                                      | 1992                  |                       | 60              | 5            |             |
| 18 Greatest Hits                                                    | 1992                  |                       | 55              | 7            | Compilatie  |
| Fading Shades                                                       | 1995                  |                       | onb             |              |             |
| My Favourites                                                       | 2000                  |                       | onb             |              | Compilatie  |
| Wheel Of Time                                                       | 2002                  |                       | onb             |              |             |
| The Art Of Love                                                     | 2007                  |                       | onb             |              |             |
| Back to Life                                                        | 2009                  |                       | onb             |              |             |
| Stay In Touch                                                       | 2012                  |                       | onb             |              |             |

### Singles
| Single met eventuele hitnotering(en) in de Nederlandse Top 40 | Datum van verschijnen | Datum van binnenkomst | Hoogste positie | Aantal weken | Opmerkingen |
| ------------------------------------------------------------- | --------------------- | --------------------- | --------------- | ------------ | ----------- |
| (I'll Never Be) Maria Magdalena                               | 1985                  | 5-12-1985             | 1(2wk)          | 13           |             |
| In The Heat Of The Night                                      | 1985                  | 21-12-1985            | 15              | 7            |             |
| Hi! hi! hi                                                    | 11-10-1986            |                       | tip             |              |             |
| Everlasting love                                              | 1987                  | 28-11-1987            | 8               | 9            |             |
| Don't be agressive                                            | 1-2-1992              |                       | tip             |              |             |
| Johnny wanna live                                             | 7-11-1992             |                       | tip             |              |             |

### NPO Radio 2 Top 2000
Van Sandra stond alleen (I'll never be) Maria Magdalena in 2000 in de NPO Radio 2 Top 2000, op plek 1277.

## Trivia
Fake Blood gebruikte een sample uit Arabesque's nummer In the Heat of a Disco-Night voor de hit I think I like it.